# Kính vạn hoa: Bắt đền con ma
Kính vạn hoa: Bắt đền con ma (tên tiếng Anh: The Prism Of Youth: Blame It On The Ghost) là một bộ phim điện ảnh Việt Nam thuộc thể loại hài – phiêu lưu, và là bộ phim thứ 2 được lấy cảm hứng, chuyển thể từ bộ truyện cùng tên của nhà văn Nguyễn Nhật Ánh, sau phiên bản truyền hình. Phim này do đạo diễn Võ Thanh Hòa thực hiện và  được khởi chiếu vào ngày 24 tháng 12 năm 2024.

## Nội dung phim
Kính vạn hoa: Bắt đền con ma mở đầu bằng cảnh bộ ba đã trưởng thành, mỗi người đều trầy trật trên đường đời. Tiểu Long ôm mộng mở võ đường thì đi bán bảo hiểm, Quý Ròm bỏ việc nghiên cứu ở nhà trông con một năm trời, còn Hạnh là nhà văn không được công nhận. Khi nghe tin cây phượng ở trường cấp hai sắp bị đốn hạ, họ quyết định hẹn gặp nhau, từ đó kỷ niệm ùa về.
Ở thời cấp hai, bộ ba từng về quê Tiểu Long (Nhật Linh) chơi trong dịp hè. Trong chuyến hành trình, Hạnh (Phương Duyên) mong muốn cả ba có dịp chơi đùa nhiều hơn, vì đây có thể là mùa hè cuối cùng họ ở bên nhau. Quý Ròm (Hùng Anh) cố gắng tìm đề tài hấp dẫn để chiến thắng cuộc thi viết văn ở lớp. Tiểu Long thì có dịp gặp lại người ông yêu quý. Cao trào diễn ra khi họ đụng độ băng đảng của Tắc Kè Bông, cũng như chạm trán “hồn ma” trên đồi cắt cỏ.

## Diễn viên
| Vai diễn                      | Diễn viên                         | Nguồn |
| ----------------------------- | --------------------------------- | ----- |
| Quý Ròm (lớn)                 | Võ Ngọc Trai                      | [ 6 ] |
| Tiểu Long (lớn)               | Trần Lương Vũ Long                | [ 6 ] |
| Nhỏ Hạnh (lớn)                | Võ Lê Anh Đào                     | [ 7 ] |
| Quý Ròm (nhỏ)                 | Hùng Anh                          |       |
| Tiểu Long (nhỏ)               | Nhật Linh                         |       |
| Nhỏ Hạnh (nhỏ)                | Phương Duyên                      | [ 8 ] |
| Ông nội                       | Trung Dân                         |       |
| Thím Năm Sang                 | Lâm Vỹ Dạ                         |       |
| Chú Năm Chiểu                 | Hứa Minh Đạt                      |       |
| Hiệu trưởng trường Tự Do      | Thành Lộc                         |       |
| Kỹ sư Sơn                     | Trương Thế Vinh                   |       |
| Cam (người yêu của kỹ sư Sơn) | Lê Lộc                            |       |
| Thợ sửa xe                    | Mạc Văn Khoa (đóng vai khách mời) |       |

## Âm nhạc
| Tên ca khúc          | Sáng tác          | Biểu diễn                               | Phân loại   |
| -------------------- | ----------------- | --------------------------------------- | ----------- |
| Đón Ánh Mặt Trời     | Tuấn Khanh        | Lương Bích Hữu, Hoàng Dũng, Yuno BigBoi | Nhạc nền    |
| Giấc mơ thần tiên    | Nguyễn Hoàng Linh | Lương Bích Hữu, Muộii                   | Nhạc chủ đề |
| Mong ước kỷ niệm xưa | Xuân Phương       | Lương Bích Hữu, Hoàng Dũng              | Nhạc chủ đề |